# 2024년 하계 올림픽 브레이킹
2024년 하계 올림픽 브레이킹(프랑스어: Breakdance aux Jeux olympiques d'été de 2024)은 2024년 하계 올림픽의 정식 종목으로 진행되는 브레이킹 경기로 2024년 7월 27일부터 8월 5일까지 프랑스 파리 콩코르드 광장에서 열린다.
브레이킹이 하계 올림픽 정식 종목으로 포함된 것은 이번이 사상 처음이며 댄스스포츠 전반으로도 사상 처음이다. 2018년 하계 청소년 올림픽에서 처음으로 정식종목으로 채택된 브레이킹은 2024년 파리 올림픽에서 스포츠클라이밍, 서핑과 함께 추가종목 3개 중 하나로 선정되었다. 이번 대회에 출전하는 선수 규모는 총 32명 (남녀 16명)으로 1대1 개인종목으로 진행된다.

## 경기 방식
브레이킹은 1970년대~1980년대 무렵 미국의 힙합 문화에서 형성된 춤으로 뉴욕의 브롱크스에서 시작되었다. 특유의 격렬한 몸 동작으로 서로 대결을 펼치는 문호가 오래 전부터 있었다. 21세기에 들어 이러한 경연은 점차 세계적인 대회로 발전하였고 2022년 아시안 게임에서 스포츠로서 도입되었고, 2024년 하계 올림픽에서 올림픽의 정식 종목으로 경기가 열리게 되었다.
브레이킹 경기는 남녀 메달전의 총 2개 종목으로 진행된다. 남자전은 '비보이' (B-Boys), 여자전은 '비걸' (B-Girls)로 칭하며, 각각 16명의 선수가 솔로 배틀을 통해 우열을 가린다. 본인의 실명으로 경기를 치르는 다른 경기들과 달리 올림픽 브레이킹은 문화적 배경을 존중하여 활동명으로 출전한다.
각 선수는 DJ의 트랙비트에 맞춰  즉흥적으로 움직이면서, 윈드밀 (windmill) 등의 파워무브 (Powermove), 식스 스텝 등의 풋워크, 프리즈 (Freeze) 등 다양한 테크닉을 조합하고 응용하여 각자 점수를 얻는다. 심사위원으로부터 가장 높은 점수와 라운드를 획득한 브레이커가 솔로 배틀에서 승리한 것으로 간주, 그 다음 라운드로 진출하게 된다.
브레이킹은 모든 동작이 즉흥적으로 이루어지는 특징이 있지만 크게 보아 탑락, 다운락, 프리즈로 나눌 수 있다. 탑락은 서서하는 동작을, 다운락은 신체의 일부는 플로어에 나머지는 공중에 띄운 동작을, 프리즈는 고난이도 동작을 하는 상태에서 일시적으로 멈춰서는 기술을 말한다. 선수들은 "스로 다운"이라는 방식으로 개인별 우열을 겨룬다. 한 선수가 먼저 퍼포먼스를 보이면 그 뒤를 이어 상대 선수가 자신의 퍼포먼스를 선보이며 이렇게 주고 받은 퍼포먼스는 심사위원이 평가하여 점수를 매긴다. 한 경기는 모두 3 라운드로 진행되며 점수는 모든 라운드의 점수를 합하는 것이 아니라 각 라운드별로 우열을 가리는 세트 방식으로 승자를 정한다. 다른 경기와 달리 선수는 음악을 선택할 수 없고 진행하는 DJ의 선곡에 맞추어야 한다.

## 예선
남녀 16명씩 총 32명의 출전권이 배정되며, 출전자격을 충족한 선수는 본 대회 경쟁에 나갈 수 있다. 2개 종목에 걸쳐 한 국가당 최대 4명 (남녀 2명)씩 출전이 가능하다.
전체 출전권 가운데 80%이 별도 예선전을 통해 배분된다. 우선 2023년 9월 23일~24일 벨기에 뢰번에서 치러지는 WDSF 세계선수권대회의 남녀 우승자는 올림픽 본선으로 직행할 수 있다. 그 다음으로 각 지정된 대륙별 선수권대회 (아시아, 아프리카, 아메리카, 유럽, 오세아니아) 우승자 10명 (남녀 각 5명)도 본선에 진출한다. 이때 한 국가당 최대 2명 출전 규칙도 적용된다. 나머지 20명에 달하는 진출권은 2024년 3월~6월 전세계 각지에서 넉달간 진행되는 올림픽 예선 시리즈를 통해 배분된다.
개최국 프랑스는 남녀 1명 출전권을 자동 확보하며, 다양성 원칙에 따른 올림픽 본선 초청으로 이번 올림픽 출전 자격을 갖춘 국가에게 남녀 각 2명의 출전권이 부여될 수 있다. 이 때 해당 국가의 선수들은 넉 달간 진행되는 올림픽 예선 시리즈의 최종랭킹에서 각 종목별 상위 32위 이내에 진입해야 한다.

## 일정
| 예 | 예선 | 결 | 결승 |

| 종목 / 날짜 | 8월 9일 | 8월 9일 | 8월 10일 | 8월 10일 |
| ----------- | ------- | ------- | -------- | -------- |
| 비보이      |         |         | 예       | 결       |
| 비걸        | 예      | 결      |          |          |

## 경기 결과

### 메달리스트
| 종목          | 금                           | 은                                  | 동                            |
| ------------- | ---------------------------- | ----------------------------------- | ----------------------------- |
| 비보이 자세히 | 필립 킴 · 필 위저드 · 캐나다 | 다니스 시빌 · 대니 댄 · 프랑스      | 빅터 몬탤 · 빅터 · 미국       |
| 비걸 자세히   | 유아사 아미 · 아미 · 일본    | 도미니카 바네비치 · 니 · 리투아니아 | 류칭이 · 671 · 중화인민공화국 |